# Katleen De Caluwé
Katleen De Caluwé, född 22 december 1976, är en friidrottare från Belgien. Hon deltog vid olympiska sommarspelen 2004.